# Atlas II
Atlas II era un miembro de la familia de Atlas de vehículos lanzadores, el cual evolucionó del programa de misil Atlas de la década de  1950. Fue diseñado para lanzar cargas útiles en órbita terrestre baja, órbita de transferencia geosíncrona u órbita geosíncrona. Entre 1991 y 2004 se llevaron a cabo sesenta y tres lanzamientos de los modelos Atlas II, IIA e IIAS; los sesenta y tres lanzamientos fueron éxitos, lo que convirtió al Atlas II en el sistema de lanzamiento más confiable de la historia. La línea Atlas fue continuada por el Atlas III, utilizado entre 2000 y 2005, y el Atlas V cuál sigue en uso.

## Diseño
Atlas II proporcionó un rendimiento más alto que el Atlas I anterior al usar motores con mayor empuje y tanques de combustible más largos para ambas etapas. LR-89 y LR-105 fueron reemplazados por el RS-56, derivado del RS-27 . La capacidad de empuje total del Atlas II de 490.000 libras de fuerza (2.200 kN) permitieron al propulsor levantar cargas útiles de 6.100 libras (2.767 kg) en órbita de transferencia geosincrónica (GTO) de 22.000 millas (35.000 km) o más. Atlas II fue el último Atlas en usar un diseño de tres motores, "etapa y media": dos de sus tres motores fueron descartados durante el ascenso, pero sus tanques de combustible y otros elementos estructurales se conservaron. Los dos motores de refuerzo, RS-56-OBA, se integraron en una sola unidad llamada MA-5A y compartieron un generador de gas común. Quemaron durante 164 segundos antes de ser desechados. El motor sustentador central, un RS-56-OSA, se quemaría durante 125 segundos adicionales. Los motores Vernier de la primera etapa del Atlas I fueron reemplazados por un sistema de control de balanceo alimentado con hidracina.
Esta serie utilizó una etapa superior Centaur II mejorada, la primera etapa propelente criogénica del mundo, para aumentar su capacidad de carga útil. Atlas II también tenía componentes electrónicos de menor costo, una computadora de vuelo mejorada  y tanques de propulsor más largos que su predecesor, Atlas I. 

## Versiones

### Atlas II

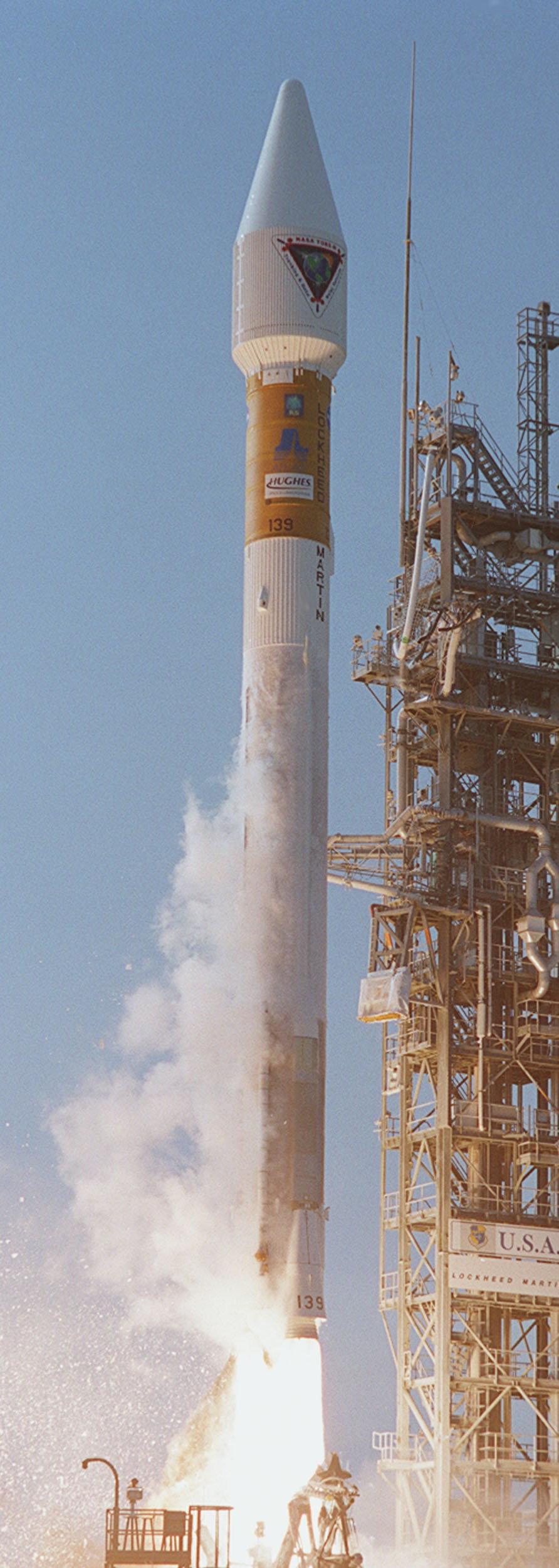
Atlas IIA

El Atlas II original se basó en el Atlas I y sus predecesores. Esta versión voló entre 1991 y 1998.

### Atlas IIA
Atlas IIA fue un derivado diseñado para dar servicio al mercado de lanzamiento comercial. La principal mejora fue el cambio del motor RL10A-3-3A al RL10A-4 en la etapa superior del Centaur. La versión del IIA voló entre 1992 y 2002.

### Atlas IIAS
Atlas IIAS era en gran parte idéntico al IIA, pero agregó cuatro propulsores de cohetes sólidos Castor 4A para aumentar el rendimiento. Estos propulsores se encendieron en pares, un par se encendió en el suelo y el segundo se encendió en el aire poco después de que el primer par se separó. La sección de refuerzo de media etapa dejaría de funcionar como de costumbre. IIAS se utilizó entre 1993 y 2004, al mismo tiempo que IIA.

## De fondo
En mayo de 1988, la Fuerza Aérea eligió a General Dynamics (ahora Lockheed-Martin ) para desarrollar el vehículo Atlas II, principalmente para lanzar cargas útiles del Sistema de Comunicaciones por Satélite de Defensa y para usuarios comerciales como resultado de las fallas de lanzamiento del Atlas I a fines de la década de 1980. Dirigido por el ingeniero jefe Samuel Wagner,[cita requerida] el Atlas II fue crucial para el desarrollo continuo del programa espacial de los Estados Unidos.
Los Atlas II fueron lanzados desde la Estación de la Fuerza Aérea de Cabo Cañaveral, Florida, por la 45a Ala Espacial. El lanzamiento final del Atlas II de la Costa Oeste se llevó a cabo en diciembre de 2003 por la 30th Space Wing, Vandenberg AFB, California.

## Especificaciones
- Características generales[7]

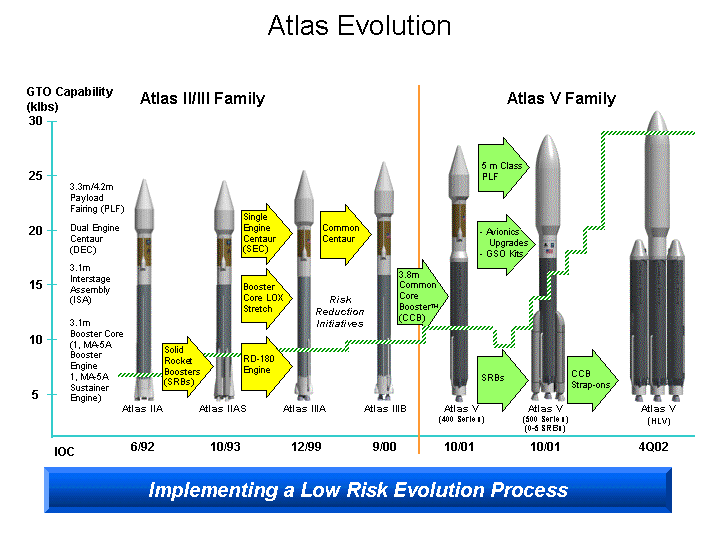
Atlas: evolución de vehículo lanzador. (USAF)

  - Función principal: vehículo de lanzamiento
  - Contratista principal: Lockheed Martin - fuselaje, ensamblaje, aviónica, pruebas e integración de sistemas
  - Subcontratistas principales: Rocketdyne (motor Atlas, MA-5); Pratt & Whitney (motor Centaur, RL-10) y Honeywell & Teledyne (aviónica)
  - Planta de energía: Tres motores MA-5A (RS-56) Rocketdyne, dos motores Pratt & Whitney RL10A-4 Centaur
  - Empuje: 494,500 lbf (2200 kN)
  - Longitud: hasta 156 pies (47,54 m); dieciséis grupo de motores de 4,87 m de altura
  - Diámetro del núcleo: 10 pies (3,04 m)
  - Peso bruto de despegue: 414,000 libras (204,300 kg)
  - Primer lanzamiento: 10 de febrero de 1992
  - Modelos: II, IIA y IIAS
  - Lugar de lanzamiento: Cabo Cañaveral AFS, Florida

### Atlas II primera etapa

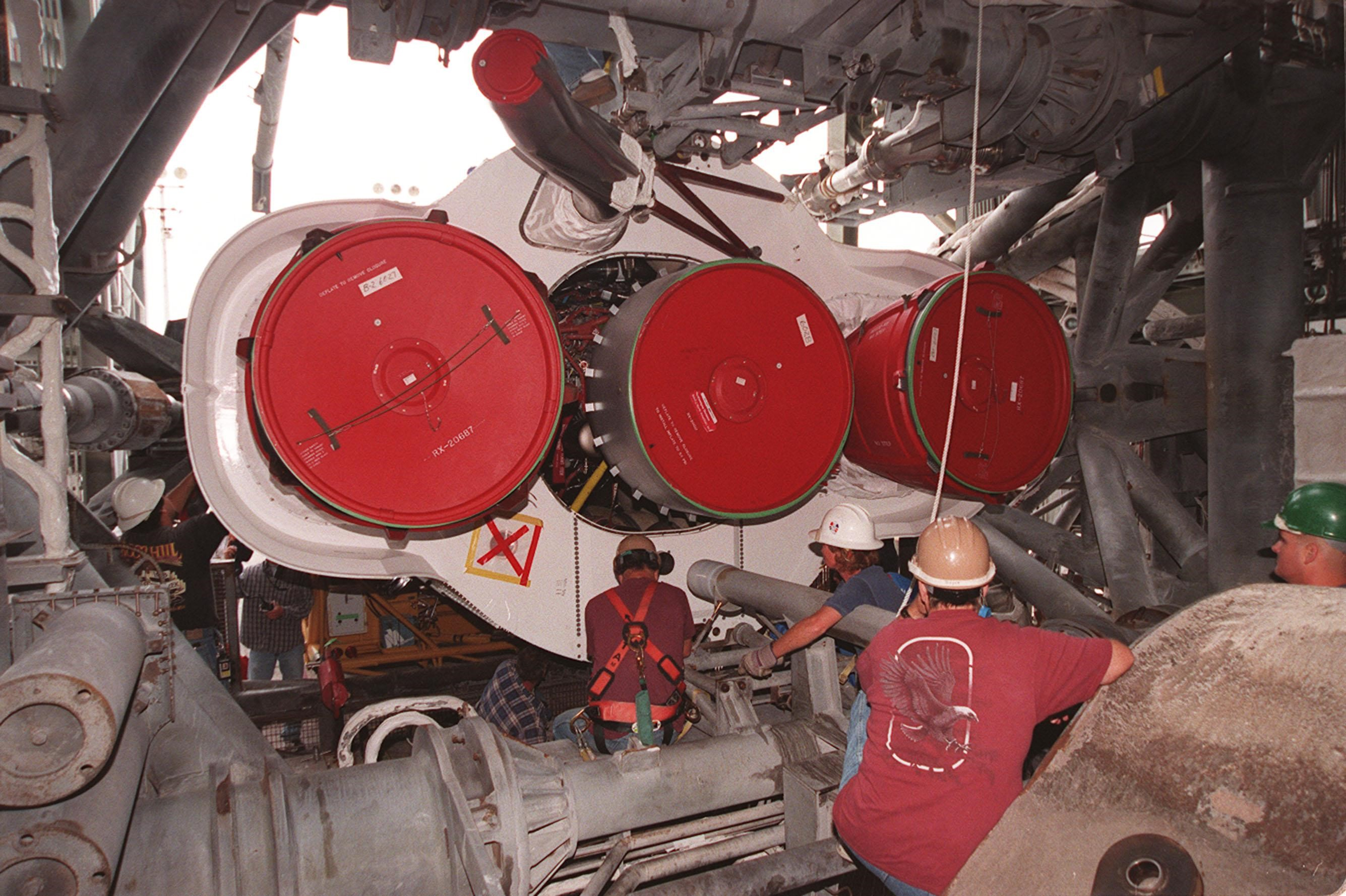
Los trabajadores de la Estación de la Fuerza Aérea de Cabo Cañaveral se preparan para erigir la primera etapa de un cohete Atlas II / Centaur en el pórtico de lanzamiento en la plataforma 36A. Se muestran los motores cohete RS-56.

La primera etapa Atlas II es un 3.04 m (10,0 ft) de diámetro y 28.89 m (94,8 ft), el escenario está propulsado por 3 motores cohete RS-56 156 t (344 000 lb) de RP-1 y oxígeno líquido . El Atlas II fue el último cohete Atlas en usar la técnica de "1.5 etapas", con esta técnica Atlas II enciende sus 3 motores RS-56 en el despegue y luego arroja los 2 motores laterales RS-56-OBA durante el ascenso para usar solo el RS -56-OSA ya que este motor es más eficiente a gran altitud.
En comparación con Atlas I, la etapa de refuerzo Atlas II es más alta de 2.7 m (8 pies 10 in), también admite hasta 4 amplificadores sólidos Castor 4A, cada uno de los cuales proporciona 478.3 kN (107.500 lb   de empuje durante 56 segundos.

### Centaur II etapa superior
La etapa superior del Centaur II utiliza un diseño de tanque de propelente estabilizado a presión y propelentes criogénicos . Este Centauro es 9.06 m (29,7 pies) de largo, con 16 t (35.000 lb) de combustible, utiliza 2 motores RL-10A-3-3A.
Para la versión 2A y 2AS, Atlas usa la variante Centaur IIA que es 1 m (3 pies 3 in) más largo que el Centaur II y utiliza 2 motores RL-10A-4.

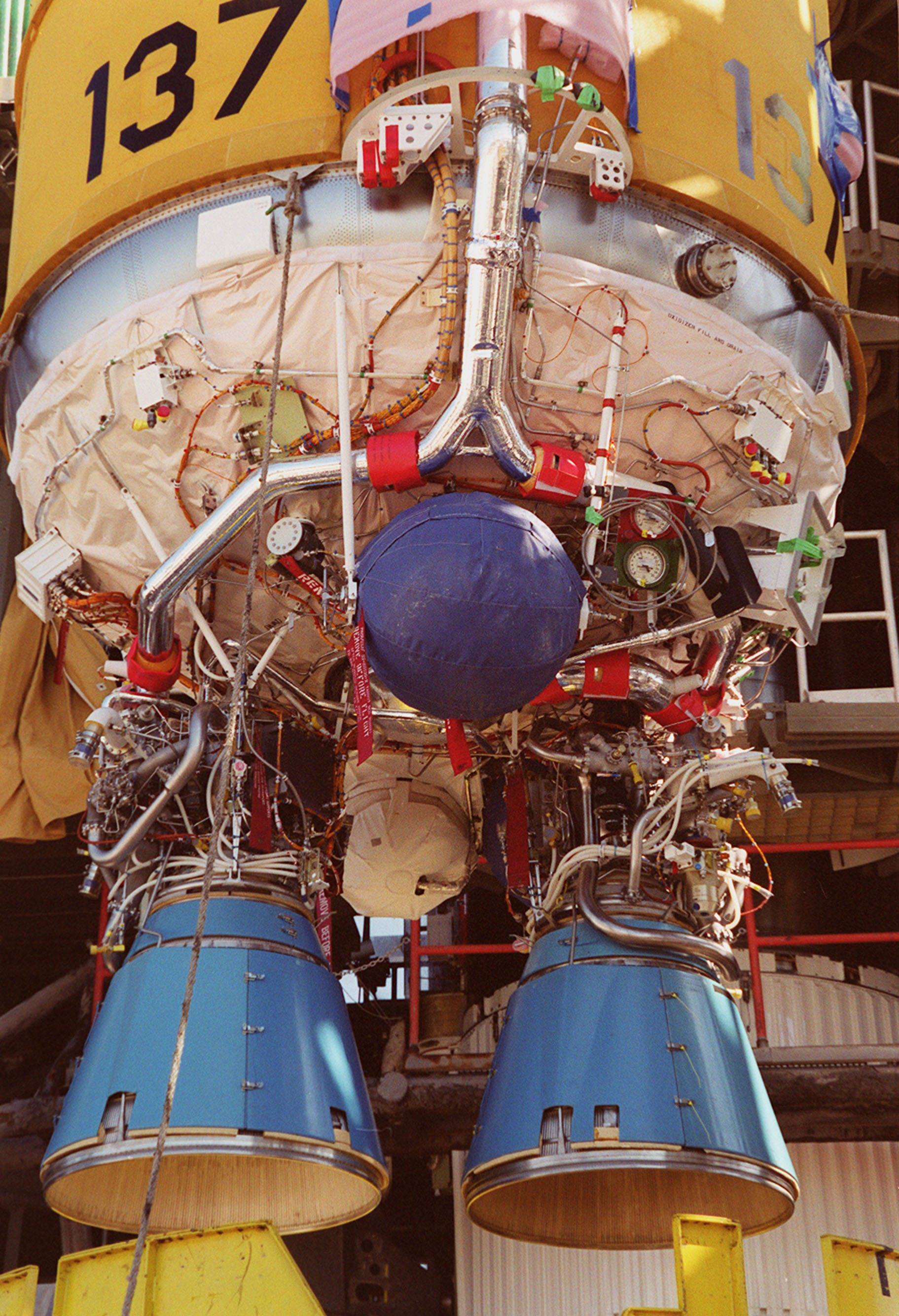
centaur

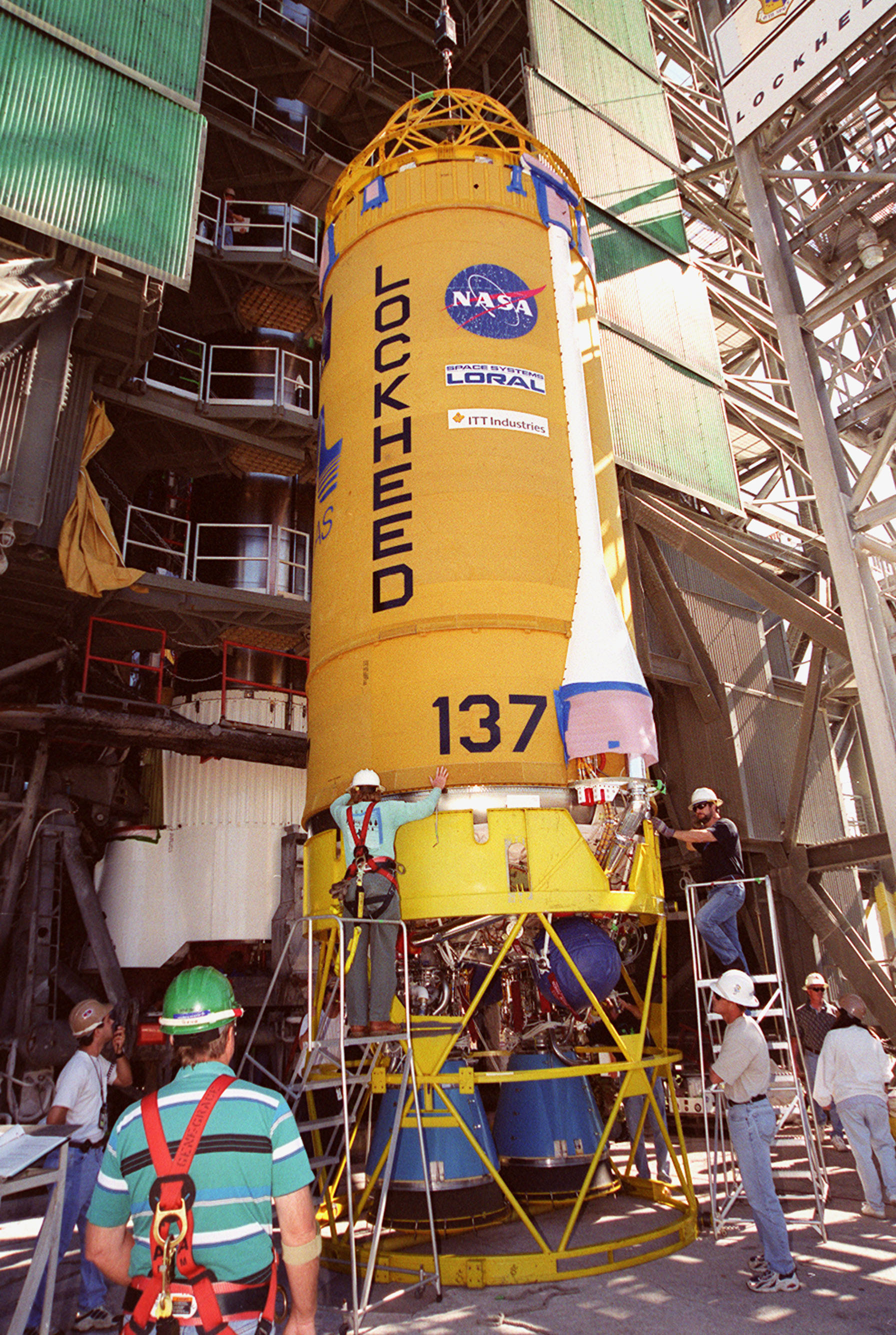
Centaur

## Véase también

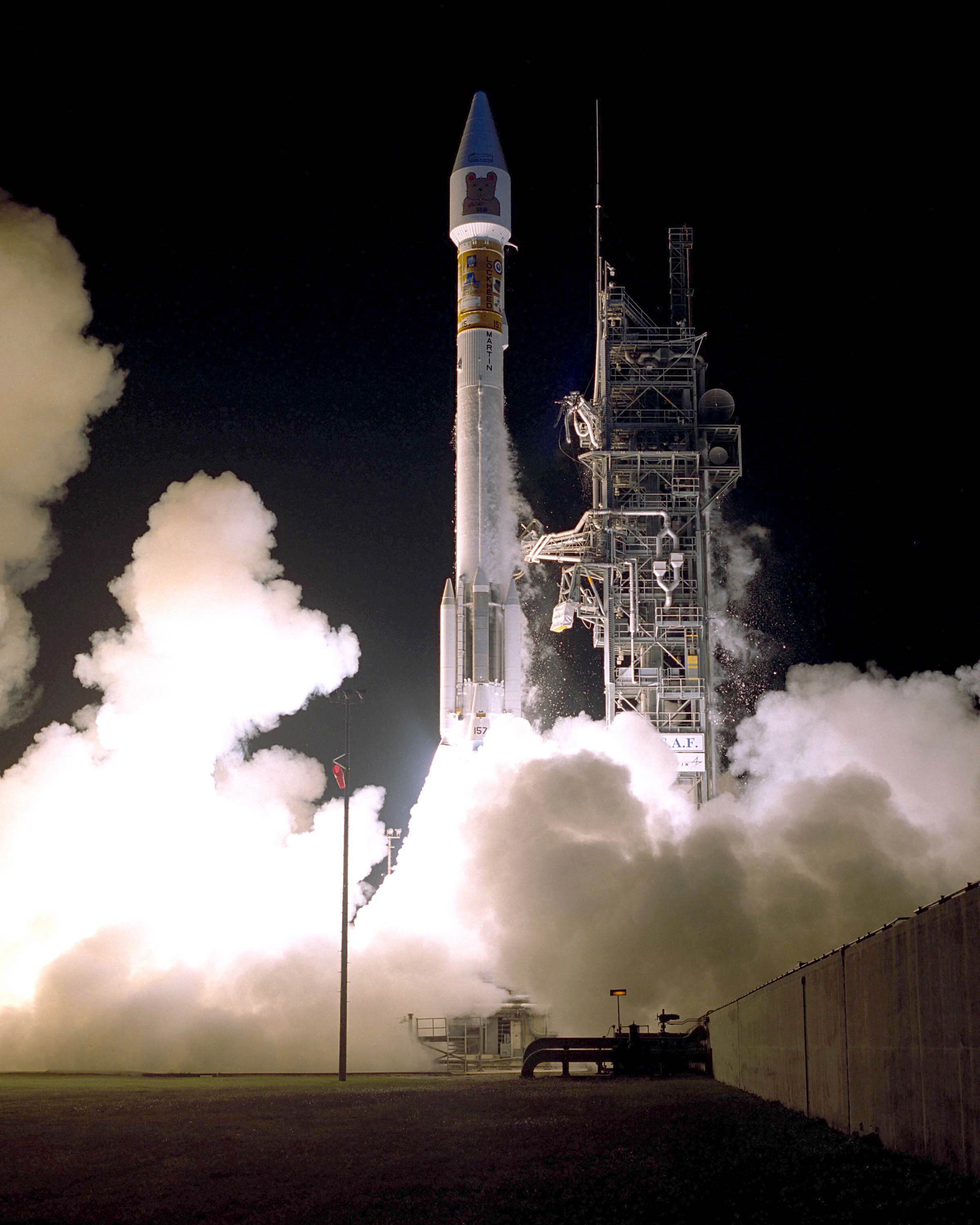
Atlas IIAS